# Lomaspilis limbata
Lomaspilis limbata là một loài bướm đêm trong họ Geometridae.